# Wikiversity
Wikiversity este un proiect online al Wikimedia Foundation, care își propune să creeze o bază de date cu materiale necesare studiului.

## Legături externe
- wikiversity.org